# Apioscelis bulbosa
Apioscelis bulbosa är en insektsart som först beskrevs av Scudder, S.H. 1869.  Apioscelis bulbosa ingår i släktet Apioscelis och familjen Proscopiidae. Inga underarter finns listade i Catalogue of Life.